# Provincia de Artvin
Artvin es una de las 81 provincias en que está dividida Turquía, administrada por un Gobernador designado por el Gobierno central.